# Deuterocohnia chrysantha
Deuterocohnia chrysantha là một loài thực vật có hoa trong họ Bromeliaceae. Loài này được (Phil.) Mez mô tả khoa học đầu tiên năm 1894.